# Frank Costello (criminal italoamericà)
Frank Costello, nascut com a Francesco Castiglia (Cassano all'Ionio, Calàbria, 26 de gener de 1891 - Nova York, Nova York, 18 de febrer de 1973) fou un destacat membre de la família criminal Genovese de la que primer n'exercí com a conseller i després com a cap en funcions. Juntament amb els seus socis Charles Luciano i Meyer Lansky, Costello va transformar la Cosa Nostra italoamericana en una empresa del crim, expandint els seus tentacles en negocis legals i en el món de la política, mitjançant la corrupció a gran escala de polítics, jutges i policies. L'aversió a la violència i el seu extens cercle d'amistats i coneguts en altes esferes de la política i la jet-set nord-americana li van valdre el sobrenom de El primer ministre de la Mafia.

## Joventut
Nascut el 26 de gener de 1891 a Lauropoli, municipi de Cassano all'Ionio, Calàbria, Francesco Castiglia fou el sisè i últim fill del matrimoni entre Luigi Castiglia i Maria Saveria Aloise. Luigi Castiglia treballava com a pagès i els pocs recursos econòmics de la família van fer que Maria Saveria hagués de treballar com a llevadora. El 1895, Luigi Castiglia i tres dels seus fills, les dues germanes i el fill gran, emigren cap als Estats Units. L'elevat preu del viatge va provocar que la dona i tres dels seus fills es quedessin a Itàlia. Un any després, l'agost de 1896, la resta de la família Castiglia emigra cap a Nova York i s'instal·la a 236 East 108th Street, al gueto italià de East Harlem.
Un cop als Estats Units l'agència d'immigració nord-americana li canvia el nom de Francesco a Frank i no fou fins a l'octubre de 1909, a l'edat de gareibé nou anys, que Frank Castiglia no comença l'escola. El seu primer centre escolar a Nova York fou la Public School 83, a East 109th Street. Un cop acabada l'educació primària i a l'edat de tretze anys, Frank Castiglia deixa els estudis. Poc després treballa durant un any com a ajudant en una fabrica de pianos però seguidament retorna al carrer i s'involucra en petits furts. És en aquest període i davant el risc de ser enxampat i detingut per la policia que decideix adoptar diversos noms, entre ells el de "Costello".
A l'edat de quinze anys, Costello ja feia alguns encarecs per diversos criminals afincats, principalment, a l'East Side de Manhattan. Alguns d'aquestes tasques tenien a veure amb la recaptació de lloguers i altres deutes. El primer arrest policial li arribà el 25 d'abril de 1908 al barri del Bronx quan ell i dos individus foren acusats de robatori amb violència. Pocs dies després, el 8 de maig, els càrrecs li són retirats. El segon arrest durant la seva etapa adolescent va ocórrer el 16 d'octubre de 1912 quan Costello i dos altres individus foren acusats de robatori amb intimidació.

## Etapa criminal
En algun moment de 1913 Costello passa a dirigir una banda de joves italians anomenada 104th Street Gang, afincada al barri d'East Harlem i dedicada a robatoris, furts i altres delictes relacionats. És durant aquest període, entre el 1913 i 1914, que Costello coneix i estableix amistat amb Charles Luciano i Meyer Lansky.
Després de contraure matrimoni amb Loretta Geigerman el 1914, Costello s'involucra en activitats delictives menors però, tot i això, comença a dur una arma de foc. El 12 de març de 1915 és detingut a Manhattan i acusat de possessió ili·lcita d'arma de foc. A causa de l'elevada fiança que no va poder dipositar, Costello és enviat al centre de detenció de Manhattan durant un mes i a espera de judici. el 15 de maig de 1915 i després de declarar-se culpable del delicte del que se l'acusava, el jutge Edward Swann el condemna a un any de presó. El mes d'abril de 1916 Costello abandona el centre penitenciari de Welfare Island a l'East River.
El 1918 la col·laboració amb Luciano i altres criminals el va portar a gestionar el Buy-Money Bank, una mena de banc intern que la banda de Luciano tenia per tal de corrompre policies i polítics locals a més de servir com a "coixí" per pagar fiançes de membres que fossin arrestats.

### Llei Seca (1920 - 1933)
El gener de 1920 i després que la coneguda com a llei seca comencés a aplicar-se, Frank Costello va entrar al negoci del contraban de licor juntament amb el seu germà Eduardo. Tot i treballar junts, ambdós germans formaven part d'una societat major que agrupava licoristes com Charles Luciano, Meyer Lansky, Joseph Adonis, Willie Moretti o Arnold Rothstein, entre d'altres. De fet, fou Rothstein qui va assessorar i finançar moltes operacions clandestines creades durant l'època de la prohibició i, d'entre aquestes, també les de Costello. El 1921 Costello va establir la base de la seva empresa de licor clandestí a l'illa francesa de Saint-Pierre i Miquelon, on arribava el licor procedent de les Illes Britàniques i del que l'administració de l'illa francesa en cobrava una comissió de dos dòlars per caixa. Un cop el licor adquirit de forma legal arrabava a Saint-Pierre, era transferit a vaixells de càrrega que el transportaven fins al límit marítim dels Estats Units i des d'allà era distribuït en llanxes motores conegudes com a Jersey skiffs, encarregades de transportar-lo fins a magatzems que l'organització tenia repartits per la costa de Long Island.
Es coneix que durant els primers anys de la llei seca, Costello va conèixer a Giuseppe Masseria, el cap criminal més important de la Nova York dels anys vint i que aquest els va reclutar per la seva organització, juntament amb individus com Luciano o Tommy Lucchese. A diferència dels sicilians Masseria i, més tard Maranzano, Charles Luciano va expandir la Cosa Nostra italoamericana per incloure-hi individus no italians com Meyer Lansky o Dutch Schultz. Durant l'època de la llei seca, Costello fou l'encarregat de gestionar i cultivar els contactes del grup, corrompent policies, polítics, jutges i establint amistat amb homes de negocis. Tal fou el ser cercle d'influència que, per tal de facilitar el transport i emmagatzematge de licor provinent d'Escòcia i el Canadà, Costello tenia diversos agents i oficials de la guàrdia costanera dels Estats Units (U.S. Coast Guard) en plantilla.

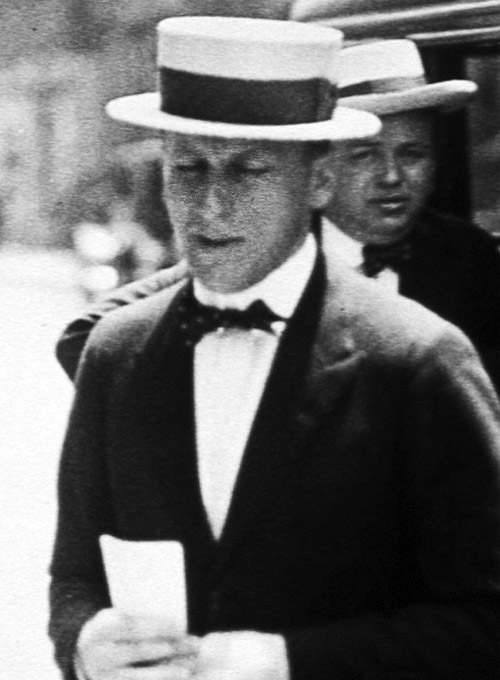
Arnold Rothstein fou un dels principals inversors en el contraban de licor durant la Llei Seca.

En algun moment de 1923, Costello decideix associar-se amb William Vincent Dwyer, un licorista irlandès nascut als Estats Units i conegut per importar grans quantitats de licor durant l'època de la prohibició. Es creu que aquesta associació entre Dwyer i Costello fou una de les més profitoses en termes econòmics, important alcohol per valor de quaranta milions de dòlars anuals. L'expansió del negoci de contraban fou de tal magnitud que Costello disposava d'ex-agents de la guàrdia costanera dins la seva organització a més d'una flota de vaixells i llanxes motores armades i logotipades com si fossin del mateix cos de guardacostes. Segons George Wolf, advocat de Costello durant gran part de la seva vida, l'organització de Costello funcionava exactament com una empresa legal, amb diferents caps a diferents departaments que controlaven tota la cadena de distribució i venda de licor per terra, mar i, a partir de 1926 fins i tot, aire. Tot això es controlava des de l'oficina de l'empresa, ubicada al 405 de Lexington Avenue.
A mitjans dels anys vint, la cooperació en el negoci del contraban de licor entre Luciano, Lansky, Benjamin "Bugsy" Siegel, Joe Adonis i Frank Costello comptava amb desenes de destil·leries, vehicles per al transport de licor i prop de cent homes que s'encarregaven de tasques varies com la seguretat. Durant aquest període, la banda proveía de licor a locals clandestins o speakeasies de barris com Manhattan, Brooklyn, Bronx i regions de Nova Jersey com Fort Lee. Es coneix que gràcies al whisky escocès no adulterat que la banda venia a alguns dels bars i locals clandestins més selectes, Costello va poder conèixer i establir amistat amb diversos polítics de l'anomenada Tammany Hall, nom que rebia la maquinària del partit demòcrata de l'estat de Nova York. Durant l'epoca de la Prohibició, Joseph Patrick Kennedy, pare del 35è president dels Estats Units, va col·laborar amb Costello per introduir licor clandestí al país. Segons la versió del mateix Costello i de gent del seu entorn proper, Kennedy feia transportar whiskey des del Canadà fins a les costes dels Estats Units i Costello l'introduïa al país.
Gràcies als diners provinents del contraban de licor, Costello crea diversos negocis legals en sectors com la construcció, amb la creació de Kolso Realty Company, un concessionari d'automobils anomenat Frank Costello Auto Company, una empresa de gelats amb el nom de Dainties Products Company o el Rendezvous Club, entre d'altres. A més de representar una constant font d'ingressos, la llei seca li va obrir les portes de l'alta societat novaiorquesa, on tan ell com altres dels seus socis eren sovint convidats a festes en apartaments i mansions de barris i zones benestans com Park Avenue, Westchester County o Connecticut. Estar present en aquests esdeveniments socials li va permetre ampliar el seu cercle d'amistats amb polítics com Jimmy Walker (97è alcalde de Nova York), empresaris, jutges i també altres licoristes de l'època com Charles Solomon de Boston, Max Hoff de Filadèlfia o Johnny Torrio i Al Capone de Chicago.

#### Arrest dels germans Costello i de William Vincent Dwyer
El 4 de desembre de 1925 el licorista i soci de Costello, William Vincent Dwyer, fou detingut juntament amb Edward i Frank Costello i diversos agents del cos de guardacostes. El Departament de Justícia dels Estats Units va sol·licitar una fiança de vint-mil dòlars pels germans Costello i una altra de quaranta-mil per Dwyer. Les investigacions contra la xarxa de licoristes van durar dos anys i van resultar en les detencions de diversos membres i confidents de la banda dels que en destacaren diversos guardacostes i agents de policia. En total, el Departament de Justícia va ordenar la detenció de seixanta-una persones. Després de la celebració del judici el 3 de gener de 1927 i de dues hores de deliberació, el tribunal no va arribar a un acord i va absoldre els germans Costello. Dwyer però, fou condemnat a dos anys de presó i a pagar una multa de deu-mil dòlars. El 1929 i dos anys després de l'absolució d'ambdós germans, el Comitè de la Cambra de Representants dels Estats Units sobre el poder judicial va forçar la jutge del cas, Francis A. Winslow, a retirar-se després de ser acusat de corrupció.
Després de ser alliberat i amb l'objectiu de calmar la pressió policial, mediàtica i judicial que havia generat el cas, Costello s'embarca a un viatge de dos mesos al seu poble natal de Lauropoli, Itàlia.

#### Convenció d'Atlantic City
Després que el 1925 Al Capone es fes amb el control de la seva propia organització i declarés la guerra als altres grups criminals de Chicago, provocant una allau de morts que van culminar amb la coneguda com Massacre del dia de Sant Valentí, líders criminals de tot el país van convocar una reunió per tal de calmar la situació. Aquesta reunió, ideada per Costello i impulsada conjuntament amb Luciano i Torrio, va tenir lloc entre el 13 i 16 de maig de 1929 a Atlantic City, Nova Jersey. Finalment i després de les demandes dels caps criminals presents, Al Capone va accedir a ser detingut i a complir condemna a la presó. Costello, Luciano, Torrio i la resta van arribar a la conclusió que apartar Capone dels carrers de Chicago durant una temporada era la forma més adequada per calmar les coses. Dos dies després de la fí de la convenció, Capone és detingut a Filadèlfia i acusat de dur una arma de foc sense tenir la licència necessària. Al Capone és condemnat a un any de privació de llibertat a Holmesburg County Jail, Filadèlfia.
Es creu que fou després de la convenció d'Atlantic City quan Costello rep el sobrenom de "El Primer Ministre de la Mafia".

#### Més enllà del licor
Anys abans de la derogació de la Llei Seca i aprofitant la seva relació d'amistat i empresarial amb Rothstein, Costello coneix i s'associa amb Phillip Kastel, més conegut com a Dandy Phil Kastel, amb l'objectiu d'endinsar-se en el negoci de les màquines escurabutxaques. Aquell mateix any, ambdós estableixen que la ciutat de Nova York esdevindrà el territori on desenvoluparan el negoci i Chicago, on hi havia l'empresa Mills Novelty Company, d'on en compraran les màquines. Aquesta visió de negoci va materialitzar-se quan ambdós van fundar l'empresa Triangle Mint Company. Una empresa que pagava soborns a polítics demòcrates de Tammany Hall, aportava un percentatge dels guanys al cap criminal Giuseppe Masseria, i tenia policies a sou per controlar que cap màquina fos robada o trucada. Per tal de burlar les lleis que prohibien el joc a Nova York, Costello va idear un sistema on aquestes màquines no podien ser qualificades com a màquines escurabutxaques; cada cop que algú introduïa una moneda, la màquina deixava caure una petita capsa de caramels. En cas que la tirada resultés en premi, el jugador rebia un objecte determinat que podia canviar per diners al mateix establiment. El 4 de novembre de 1928 Arnold Rothstein fou tirotejat a l'hotel Park Central de Manhattan després d'haver acumulat un deute de 320.000 dòlars amb una família criminal i que es negà a retornar. Rothstein mor a l'hospital dos dies després, el 6 de novembre de 1928. És després de la seva mort quan Costello s'associa amb un corredor d'apostes anomenat Frank Erickson i ambdós absorbeixen gran part dels negocis en el món del joc del difunt Rothstein. Es creu que la totalitat dels negocis entre Erickson i Costello els proporcionava uns guanys de 15 milions de dòlars anuals.

### La Guerra de Castellammare (1930 - 1931)
El major grup del crim organitzat d'origen italià a la Nova York dels anys vint estava afincat al barri de East Harlem i era dirigit per un immigrant sicilià anomenat Giuseppe Masseria. En algun moment de finals dels anys vint i degut a l'èxit com a licorista de Luciano, Masseria s'hi fixa i decideix reclutar-lo juntament amb personatges com Frank Costello o Tommy Lucchese. A finals de 1929 i principis de 1930, diverses tensions entre les famílies criminals Masseria i Maranzano desemboquen amb la que es coneix com la guerra de Castellammare, que provocà més de seixanta morts i obtingué un gran ressò mediàtic. Segons el mateix Luciano, Masseria era un líder despreciable i fet a l'antiga, molt centrat en valors tradicionals sicilians com el poder absolut o la venjança o vendetta, totalment contraris a la visió empresarial centrada en els beneficis econòmics que tenien molts criminals d'origen italià però criats als Estats Units com Costello o Luciano.
El caràcter de Masseria i la descontrolada situació provocada per la guerra de Castellammare fan que la banda de Luciano pacti l'execució de Masseria amb Salvatore Maranzano, cap del grup criminal Maranzano i enemic principal de Masseria. El 15 d'abril de 1931 Luciano va convidar a dinar a Masseria al restaurant italià Villa Nuova Tammaro de Coney Island. Després de prendre cafè i mentre ambdós jugaven una partida de cartes, Luciano va excusar-se per anar al servei, fou en aquell moment que quatre homes van entrar al restauran i van disparar contra Masseria, causant-li la mort.
Després de l'assassinat de Giuseppe Masseria, Salvatore Maranzano va convertir-se en el cap únic i principal de la delinqüència organitzada a la ciutat de Nova York. En un acte vist com a símbol de la seva arrogància per joves mafiosos com Luciano, Costello o Bonanno, Maranzano va organitzar un banquet a l'hotel Concourse Plaza, situat al barri del Bronx, on es creu que prop de cinc-cents mafiosos van ser-hi convidats i on Maranzano s'autoproclamà cap de tots els caps. Segons el mateix Luciano, tal fou l'arrogància de Maranzano que va fer instal·lar una espècie de tron reial al cap de la llarga taula que ell mateix presidia i va fer seure els seus deixebles al seu costat. El nou cap va voler crear una organització d'estructura piramidal, on els diferents caps de cada grup criminal responien a ell, qui deixaria de ser un cap d'un grup concret per passar a dirigir tota la Cosa Nostra italoamericana. Ell fou qui ordenà la creació de cinc famílies criminals a la ciutat de Nova York, cadascuna amb un líder (súbdit de Maranzano) i territori determinat. D'aquesta manera, es va instal·lar a Luciano com a cap de la família criminal Masseria, Tommy Gagliano com a cap de la família criminal Reina, Joseph Bonanno com a cap de la família criminal Bonanno, Joe Profaci com a cap de la família criminal Profaci i Vincent Mangano com a cap de la família criminal Mangano.
Tan a Costello com a molts altres criminals no els va agradar la manera en com Maranzano va presentar i gestionar la seva nova posició. Tal com va passar amb Masseria, veien aquesta manera de fer les coses com a passada de moda i perjudicial per als negocis dels seus respectius grups que, entre d'altres, desitjaven una major autonomia. Les desavinences entre la banda de Luciano i Maranzano van fer-se evidents després que aquest últim s'assabentés que Luciano s'havia desplaçat a Pittsburgh i Cleveland per reunir-se amb altres caps criminlals d'importància com Salvatore Calderone (Pennsilvània), John Scalise, Moe Dalitz i Fankie Milano (Ohio), Santo Trafficante (Florida) i un representant de Chicago enviat per Al Capone. L'objectiu de la visita que Luciano i Meyer Lansky van fer a tots aquests individus a mitjans dels anys trenta era el d'aconseguir suport necessàri per a posar fi al regnat de Maranzano. Per fortuna de Luciano i els seus socis, Maranzano coneixia la trobada però no el que s'hi va discutir. Tot i això, les sospites de Maranzano a ser traït no van fer més que créixer i el van portar a fer una llista amb els noms d'aquells individus que veia com a perillosos i que calia eliminar. Els noms de la llista foren els de Vito Genovese, Frank Costello, Joe Adonis, Dutch Schultz i Charles Luciano.
El 10 de setembre de 1931, Maranzano convidà Lucky Luciano i Vito Genovese a una reunió a la seva oficina. Luciano, convençut que el seu assassinat tindria lloc en aquella oficina, decidí no anar-hi i enviar-hi quatre assassins a sou que van identificar-se com agents de la Internal Revenue Service (IRS), van entrar a l'oficina que Salvatore Maranzano tenia a la luxosa avinguda de Park Avenue, just damunt de la Grand Central Station, i van assassinar-lo a ganivetades i trets. L'ordre de matar Maranzano la va donar Lucky Luciano que gràcies a Harry Rosen, un mafiós de Filadèlfia, va assabentar-se que Maranzano havia contractat els seveis de Vincent "Mad Dog" Coll, un assassí a sou d'origen irlandès, per acabar amb la seva vida.

### Reorganització i família criminal Genovese

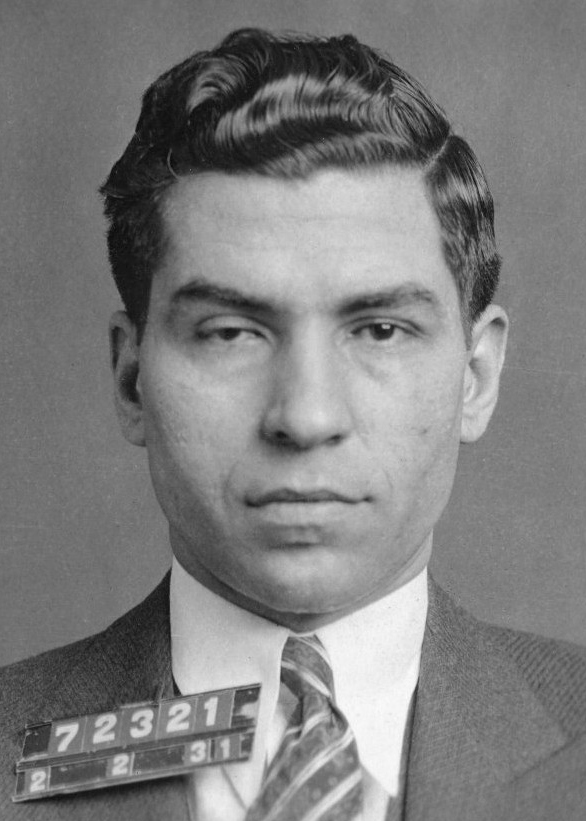
Charles Luciano, considerat el primer cap de la família criminal Genovese.

A finals de 1931 i després de l'assassinat de Masseria i Maranzano, els cinc caps criminals de la ciutat de Nova York (Gaetano "Tommy" Gagliano, Vincent Mangano, Joe Profaci, Joseph Bonanno i Charles Luciano) viatgen a Chicago per assistir a una reunió a l'hotel Congress Plaza amb Al Capone com a amfitrió. Per primer cop en la història de la Cosa Nostra italoamericana hi son presents individus no-italians com Meyer Lansky, Bugsy Siegel, Moe Dalitz, Harry Rosen, Dutch Schultz i Abe Reles, entre d'altres, a més d'italians que, com Costello, no eren d'origen sicilià. Fou durant aquesta trobada que va néixer la Comissió o Unione Siciliano, un sistema organitzatiu ideat per Luciano i que estructurava la delinqüència organitzada com si es tractés d'una empresa privada. Cada família criminal tindria autonomia dins el seu territori i cada cap tindria un seient permanent dins la Comissió. Aquest era un òrgan que podia ser reunit de forma ordinària (cada cinc anys) o bé d'urgència i era l'espai on els caps criminals podien discutir i debatre possibles desavinances entre famílies. L'objectiu principal de la Comissió era evitar l'aparició d'enfrontaments armats entre grups de la Cosa Nostra. La grandaria de les famílies criminals va limitar-se i només es podia acceptar una nova incorporació després de la mort d'algún membre. Oficialment, la Comissió estava formada per set caps criminals que corresponien als líders de les cinc famílies de la ciutat de Nova York, Lucky Luciano (família Genovese), Joseph Bonanno (família Bonanno), Joe Profaci (família Colombo), Vincent Mangano (família Gambino) i Tommy Gagliano (família Lucchese), amb la incorporació del Cap de Chicago, Al Capone i de Stefano Magaddino, cap de la família criminal de Buffalo, també coneguda com a família Magaddino. També es va crear la figura del conseller o consigliere, una espècie de càrrec diplomàtic proper al cap criminal i que tenia funcions d'assessorament i control dins el propi grup i de diplomàcia amb altres grups. A més, el conseller actuava com a bústia de queixes per als soldats (graó més baix dins l'estructura criminal), recollint les queixes que aquests podessin tenir i duent-les a una sessió de la Comissió. Luciano va escollir a Frank Costello com el seu consigliere però també Meyer Lansky tenia funcions pròpies de conseller i es coneix que ell mateix s'autoanomenava el conseller jueu de l'organització.
El 1937, mesos després que Luciano fos empresonat, Frank Costello fou l'encarregat de dirigir l'organització a més dels negocis i propietats de Luciano. El seu fou un càrrec de cap criminal en funcions o representant ja que Luciano, des de la presó i després des d'Itàlia, seguia conservant el càrrec i el vot corresponent dins la Comissió. Costello va exercir les funcions propies de cap criminal de l'organització durant 20 anys, des de 1937 fins al novembre de 1957, quan fou substituït per Vito Genovese. D'entre els caps de la Cosa Nostra italoamericana, Costello era qui passava més desaparcebut. Tot i l'important carrec que hostentava dins la jerarquia criminal, no disposava de guardaespatlles, ni xofer, ni tampoc es desplaçava dins d'un vehicle blindat com alguns dels altres caps sinó que ho feia a peu o en taxi. Un cop instal·lat com a nou cap en funcions i en un intent de distanciar-se de Vito Genovese, Costello escull al seu cosí Willie Moretti com a sotscap de l'organització. Moretti va ocupar el càrrec fins al 4 d'octubre de 1951 quan fou executat en un restaurant de Nova Jersey sota ordres del mateix Costello. La raó del seu assassinat va ser la forta demència que patia causada per la malaltia de la sífilis.
Es creu que Costello va tenir un paper clau en l'assassinat de Abe "Kid Twist" Reles, un dels més enigmatics de la Cosa Nostra italoamericana. Reles, qui havia estat un dels assassins a sou més importants per a la Cosa Nostra, decidí col·laborar amb les autoritats a canvi d'un tracte favorable i rebaixa de condemna ja que s'enfrontava a la pena capital després que les autoritats fossin coneixedores de les seves activitats criminals. Les seves declaracions van portar diversos criminals a la presó i alguns d'ells com Louis Lepke Buchalter, Mendy Weiss, Louis Capone i Phil Strauss foren enviats a la cadira elèctrica. Abe Reles era custodiat les 24 hores del dia per mitja dotzena d'agents del departament de policia de la ciutat de Nova York a l'habitació 623 de l'hotel Half Moon de Coney Island. El neguit que les seves possibles declaracions provocava a determinats individus de la delinqüència organitzada va provocar que Costello i Luciano concloguessin la necessitat de desfer-se de Reles. El 12 de novembre de 1941 i tot i la forta protecció i vigilància policial assignada a Reles, aquest fou trobat mort en un aparent cas de suïcidi en precipitar-se des d'una de les finestres de l'habitació. Anys després, el mateix Luciano va revelar que Costello va utilitzar la seva influència dins el cos de policia a través d'un capità anomenat Frank Bals, qui va sobornar amb 50.000 dòlars als agents assignats a Reles per tal que el precipitessin per la finestra simulant un suïcidi.

#### Negoci del joc
El negoci de les màquines escurabutxaques desenvolupat per Costello i els seus socis va funcionar força bé fins al 1933, quan Fiorello La Guardia fou nomenat alcalde de la ciutat de Nova York. Poc després de la presa de possessió de La Guardia el 31 de desembre de 1933, es va emprendre una campanya per acabar amb el negoci del joc a Nova York. Fins i tot el mateix alcalde va fer-se fotografiar mentre destrossava algunes de les màquines escurabutxaques de Costello que havien estat confiscades per la policia. Degut a la gran popularitat de La Guardia entre l'electorat novaiorquès, Costello va pausar les operacions de la seva empresa i passà a dedicar-se a desenvolupar relacions que poguessin afavorir els interessos de la recentment establerta família criminal Luciano o, com després s'anomenaria, família criminal Genovese.
Gràcies als seus contactes, Costello va poder traslladar el seu negoci de màqàuines escurabutxaques a Nova Orleans, capital de l'estat de Louisiana. La seva amistat amb Huey Pierce Long, Jr., antic governador demòcrata de Louisiana i, el 1935, senador dels Estats Units, va aconseguir-li l'oportunitat d'instal·lar prop d'un miler de màquines. Per tal que el seu nom no aparagués a cap registre, l'associació Costello-Kastel va crear la Pelican Novelty Company, una empresa pantalla que alhora funcionava com una empresa caritativa. Aquesta estava dirigida per Phil Kastel i Jake Lansky, germà de Meyer Lansky. Desafortunadament per a Costello i els seus socis, el 8 de setembre de 1935 Huey Long va rebre un tret dins l'edifici del la cambra de representants de l'estat de Louisiana a Baton Rouge i morí dos dies després. Després d'aquest fet i per tal de seguir amb els seus negocis, Costello i Kastel van veure's obligats a pagar elevats soborns a polítics com Freddie Rickerfor, qui s'enduia un 20%, i Tom Hill i Peter Hand, amb un 10% cadascú.
El 4 d'abril de 1946 deLesseps Story Morrison va prendre possessió com el 54è alcalde de Nova Orleans i va prohibir el negoci de les màquines escurabutxaques. Fou llavors quan Costello i els seus socis van haver de clausurar el negoci i buscar noves inversions, entre elles, l'hotel i casino Flamingo de Las Vegas que Benjamin Siegel estava construint.

#### Club Copacabana
El Copacabana va obrir el 10 de novembre de 1940 a 10 East 60th St, Nova York i va convertir-se en un lloc de trobada i esbarjo per personalitats diverses com també de membres de la delinqüència organitzada. El club tenia una inspiració brasilera i els seus espectacles de cabaret reunien a estrelles com Frank Sinatra, Dean Martin, Jerry Lewis, Sammy Davis Jr., Marvin Gaye, Carmen Miranda o Louis Armstrong a més d'apareixer en pel·lícules com Goodfellas de Martin Scorsese. Segons els registres oficials, el club era propietat de Monte Proser però, tot i que ell mateix sempre va negar-ho, era sabut que el principal inversor i accionista majoritari era Frank Costello. Per tal de no poder ser associat en la direcció i propietat del negoci, Costello va posar a Jules Podell, un soci de confiança que acabaria substituint a Proser com a propietari oficial el 1944.
Tot i els seus intents per no ser associat amb el Copacabana, Costello va fer saltar les alarmes de la justícia el 1949. A causa d'unes amistats que Costello tenia amb l'Exèrcit de Salvació, aquest va acceptar el càrrec de vicepresident de l'organització i decidí organitzar un sopar i festa per recaptar fons. L'esdeveniment va tenir lloc el 24 de gener de 1949 al Copacabana i els noms de molts dels seus convidats van despertar un fort interès mediàtic. Entre ells en destacaven jutges i polítics com el congressista Arthur Klein o líders del partit demòcrata a Nova York, Carmine DeSapio, Francis Mancuso, Sidney Moses o Clarence Neal a més del president del districte de Manhattan, Hugo Rogers. Altres convidats com Vito Genovese, Phil Kastel o Frank Erickson, eren coneguts per les autoritats com a membres del crim organitzat. Es creu que l'esdeveniment va aconseguir recaptar uns 20.000 dòlars però degut a la pressió mediàtica, l'Exèrcit de Salvació i Costello van decidir que dimitir de la vicepresidència de l'organització seria l'escenari més idòni.

#### Tropicana
Costello va ser un dels inversors darrere un dels primers hotels i casino de Las Vegas, el Tropicana, que va obrir el 4 d'abril de 1957. Un dels socis més importants de Costello, Phil Kastel, fou un dels principals impulsors del projecte del Tropicana i, tot i la seva negativa sobre que Costello tingués cap tipus de participació o interès en el negoci, la relació de Costello amb el Tropicana quedà al descobert quan el 1957 i després de patir un intent d'assassinat, la policia va trobar dins la jaqueta de Costello un paper on s'hi detallaven els ingressos, beneficis i repartiment de diners del casino. Degut a aquest troballa, l'Estat de Nevada va retirar la llicència de joc a Kastel i aquest va veure's obligat a vendre la seva participació a finals dels anys cincuanta per tal que el casino pogués seguir en funcionament.

### Comitè Kefauver (1950 - 1951)

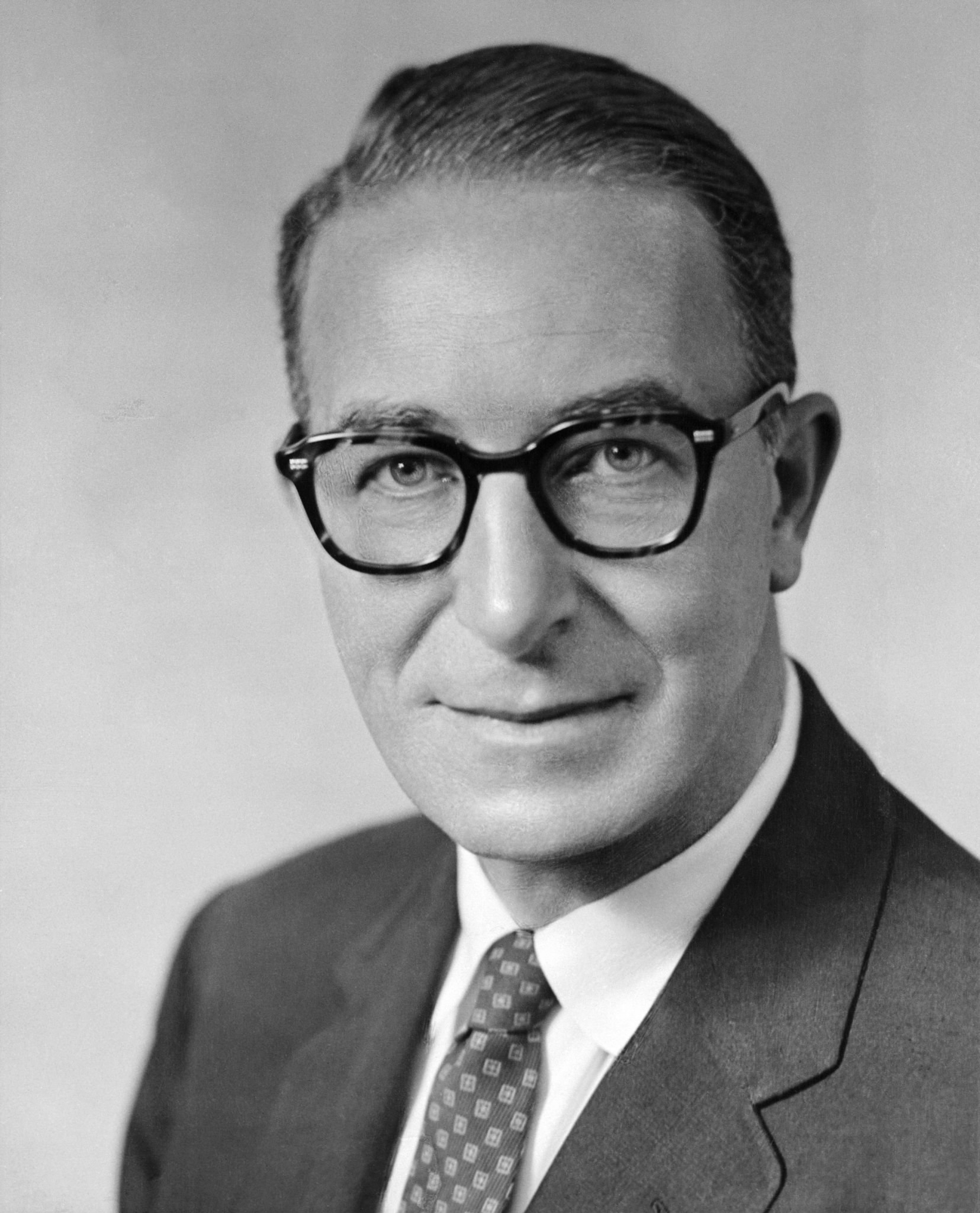
Estes Kefauver, senador demòcrata de Tennessee i president del comitè que va investigar la delinqüència organitzada als EUA.

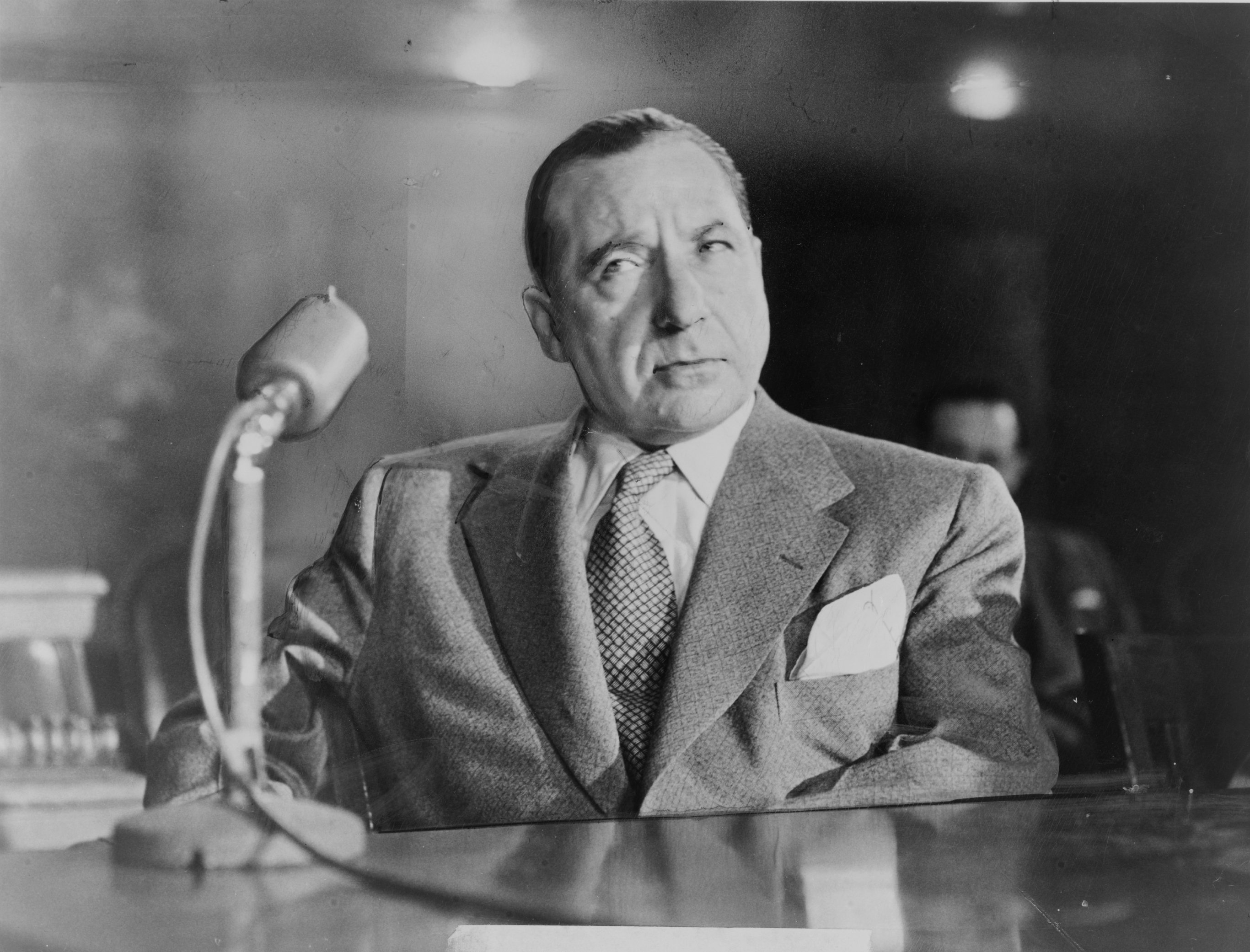
Compareixença de Frank Costello al Senat nord-americà durant el Kafauver hearings.

El Comitè Kefauver, oficialment conegut com a United States Senate Special Committee to Investigate Crime in Interstate Commerce, fou un comitè especial del Senat nord-americà creat el 1950 amb l'objectiu de destapar les activitats interestatals de la delinqüència organitzada. La creació del comitè fou la resposta de Washington a una sèrie d'assassinats lligats a la delinqüència organitzada, compresos entre els anys 49 i 50, i que van desembocar en una campanya mediàtica i de protesta social. Durant el transcurs de les investigaicions i després de centrar-se en les activitats criminals a Miami, el comitè va focalitzar-se a la ciutat de Nova York i en la figura de Frank Costello. Segons el comitè presidit per Estes Kefauver, Costello era sospitós d'estar involucrat en negocis com la prostitució i, fins i tot, d'haver ordenat assassinats.
La primera aparició de Costello davant el comitè fou el 15 de febrer de 1951, a porta tancada, i on els diferents senadors van preguntar-li per la seva relació amb activitats com el joc, la producció, venta i distribució de licor clandestí i les màquines escurabutxaques. Poc després de la seva declaració, el comitè va publicar un informe on acusava Costello de ser el cap criminal més important del país i de ser el nexe criminal principal, juntament amb Meyer Lansky i Joe Adonis, entre Miami, Nova York i Chicago. Algunes de les sessions televisades del comitè van retransmetre testimonis d'individus com Joe Adonis, Willie Moretti, Meyer Lansky, Joseph Profaci, Thomas Lucchese, Albert Anastasia o Vincent Mangano, entre d'altres. La compareixença pública de Costello tingué lloc el 13 de març de 1951 al Tribunal Federal de Manhattan. A petició de George Wolf, advocat de Costello, les càmeres de televisió no van grabar el seu rostre durant la compareixènça però sí les seves mans. Aquest fou un fet important ja que van poder mostrar l'elevat grau de nerviosisme de Costello durant tot l'interrogatori. Les sessions del comitè sobre les activitats de Costello van estendre's durant tres dies, des del 13 de març fins al 15, i van estar centrades en la seva relació amb el negoci il·lícit de licor durant la Prohibició, l'origen de la seva fortuna i l'ocultació i/o frau de diners a l'hisenda pública, relacions amb figures conegudes de la delinqüència organitzada i del món de la política. Degut a les queixes de presumpció d'innocència tan de Costello com del seu advocat, el president del comitè va deixar sense efecte l'informe que acusava Costello de ser un cap criminal. A causa dels seus problemes al coll i després de la seva frustració amb l'actitud i les preguntes dels senadors, Costello i Wolf abandonen la sala a mitja declaració. Finalment i després d'un informe mèdic, Costello fa una última aparició el 19 de març. Les seves compareixènces al Senat, amb una audiència de 30 milions d'espectadors, foren unes de les primeres a ser retransmeses en directe per televisió a tot el país. La investigació del Senat va posar-lo contra les cordes i, un cop acabada, Costello va esdevenir un dels objectius principals del Departmanet de Justícia, qui va persseguir-lo en tres fronts: menyspreu al Senat, desnaturalització i evasió d'impostos.
Les investigacions fetes pel comitè van destapar la corrupció que envoltava el partit democrata a Nova York conegut com a Tammany Hall, fins al punt que aquest va desintegrar-se i, el 1967, va dissoldre's definitivament. Per a Costello, les revelacions del comitè van comportar la pèrdua de la seva influència dins la política estatal.
- Menyspreu al Senat (Contempt of Senate)

Durant les seves compareixènces, el comitè va considerar que Costello no tenia dret a acollir-se a la cinquena esmena de la Constitució (dret a no declarar conta un mateix) quan se li preguntava sobre els seus actius ja que creia que no aquestes preguntes no eren rellevants per a una possible autoincriminació. El juliol de 1951 Costello es presenta al Tribunal Federal de Foley Square i és detingut fins que, poc més d'una hora després, el seu advocat diposita la fiança de 5.000 dòlars. La sentència li arriba el 4 d'abril de 1952, quan un tribunal va trobar-lo culpable dels 10 càrrecs de menyspreu al Senat i li imposà una pena de 18 mesos de presó i multa de 5.000 dòlars. Finalment el tribunal va desestimar 7 dels 10 càrrecs després que els advocats de la defensa presentéssin al·legacions, Costello ingressa a la presó de Lewisburg el 16 d'agost de 1952. Un mes després, el 10 d'octubre, és traslladat al centre penitenciari d'Atlanta on se li assignen trasques lleugeres. El 24 de desembre d'aquell mateix any Costello és novament traslladat a un nou centre, aquest cop a la presó federal de Milan, Michigan. La seva estada a presó va comportar que, de mica en mica, perdés influència i capacitat per dirigir l'organització criminal a favor de Vito Genovese. Finalment compleix una condemna de 14 mesos i és alliberat el 29 d'octubre de 1953 per bona conducta.
- Desnaturalització

Poc abans de la seva posada en llibertat el 1953, l'agència d'immigració i naturalització dels Estats Units (Immigration and Naturalization Service) va iniciar els tràmits per retirar-li la nacionalitat i així deportar-lo a la seva Itàlia natal. El setembre de 1952, el fiscal general James P. McGranery va declarar que estava processant la retirada de la nacionalitat de Costello perquè aquest havia mentit en la seva sol·licitud d'obtenció de la nacionalitat, argumentant que mai havia estat detingut quan, en realitat, sí ho havia estat. A més, El Departament de Justícia va argumentar que el 1925, any en què Costello aconseguí la nacionalitat, també va amagar que estigués involucrat en activitats il·lícites com la venda i distribució de licor. Davant la negativa d'Itàlia de voler acollir a Costello, argumentant que aquest havia viscut tota la seva vida als Estats Units, i després que el jutge del Tribunal Suprem, William O. Douglas, defensés que deportar a Costello per les seves activitats durant l'època de la Prohibició seria un acte d'hipocresia absoluta, ja que alguns dels seus clients havien estat jutges, fiscals i advocats, el febrer de 1961 el Tribunal Suprem tomba definitivament el procés de desnaturalització després que 6 dels 8 jutges hi votéssin en contra.
- Evasió d'impostos

Després de mesos d'investigacions contra els Costello, hisenda va arribar a la conclusió que el matrimoni tenia un nivell de vida molt per sobre dels ingressos declarats. Segons hisenda, Costello devia uns 73.000 dòlars en impostos, corresponent al període de 1946 a 1949. Finalment, un tribunal troba Costello culpable de tres càrrecs d'evasió d'impostos i li imposa una pena de 5 anys de presó i multa de 30.000 dòlars a més dels 51.000 dòlars que el tribunal va poder demostrar que Costello havia evadit. Després d'un procés d'apel·lació que va durar un any i va involucrar el Tribunal Suprem, aquest organisme va desestimar el càrrec d'evasió per a l'any 47, rebaixant-li la multa a 20.000 dòlars i ordenant-ne l'entrada a presó el 14 de maig de 1956. Tot i haver estat condemnat a 5 anys, un nou advocat contractat per Costello anomenat Edward Bennett Williams denúncia una sèrie de males pràctiques de les autoritats durant les investigacions contra el seu client i aconsegueix que el Tribunal Suprem, l'11 de març de 1957, imposi una nova fiança a Costello i n'ordeni la posada en llibertat, 11 mesos després de la seva entrada al centre penitenciari d'Atlanta. Durant la condemna per evasió d'impostos a Atlanta, Costello va fer les paus amb Vito Genovese, qui estava a la mateixa presó complint condemna per un delicte de narcòtics i qui, a finals de 1957, ja dirigia la familia criminal Genovese en substitució de Costello.
Els seus problemes amb la hisenda nord-americana van acabar quan Costello fou obligat a complir la resta de la seva condemna per evasió d'impostos, entrant a presó el 21 d'octubre de 1958 i sortint-ne dos anys després, el 28 de juny de 1961. En total, Costello va complir quaranta-dos mesos de presó dels cinc anys a que se'l va condemnar.

## Atemptat contra la seva vida

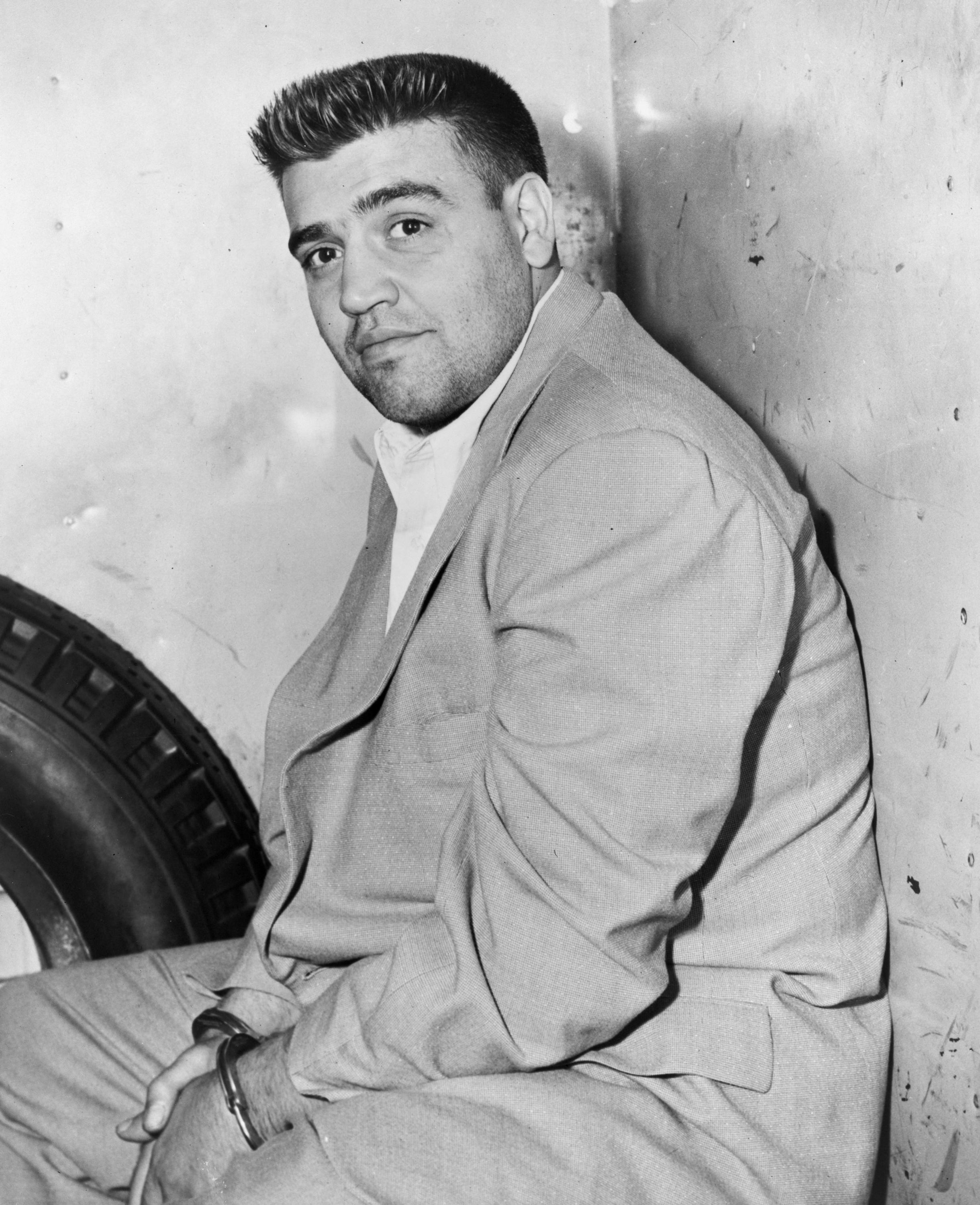
Vincent Louis Gigante fou qui va disparar contra Costello el 2 de maig de 1957.

El 1957 Costello era qui dirigia l'organització en nom de Luciano i Vito Genovese, qui volia ocupar el càrrec i treure's de sobre individus com Luciano o el mateix Costello, va ordenar l'assassinat d'aquest últim el 2 de maig de 1957. Aquell vespre Costello es trobava al club Monsignore, un local de reunió i trobada habitual entre membres de la Cosa Nostra italoamericana, amb algunes de les seves amistats. Poc abans de les onze de la nit, Frank Costello va abandonar el local acompanyat per Phillip Kennedy, qui en aquella epoca dirigia un agència de models, ambdós van pujar a un taxi i molt probablement no van adonar-se que a diversos metres els seguien dues limusines de color negre. El taxi va deixar primer a Costello just davant de la seva residència als apartaments Majestic a West 72nd St mentre les dues limusines també s'aturaven just darrere el taxi. Fou llavors quan un dels ocupants d'una de les limusines va baixar d'aquesta i va entrar dins l'edifici abans que ho fes Costello, esperant-lo dins. Un cop Costello fou dins l'edifici i es dirigia cap a l'ascensor, l'assassí va cridar-lo i quan aquest es va girar li va disparar un tret. Sortosament per a Costello, el fet de girar-se pocs instants abans del tret va provocar que la bala li passés fregant la part dreta del cap sense provocar-li cap tipus de dany seriós. L'atacant, Vincent "the Chin" Gigante, va creure que havia mort a Costello i just després de l'únic tret que va disparar, abandonà l'edifici.
Tot i que Costello coneixia Gigante i sabia que Vito Genovese estava al darrere de l'intent d'assassinat, durant el judici aquest declarà que no reconeixia l'atacant ni tampoc sabia perquè algú havia intentat acabar amb la seva vida. Finalment el 27 de maig de 1958 Gigante és declarat no culpable. Un nou problema per a Costello fou que la policia que investigava l'intent d'assassinat va trobar-li un paper dins l'americana on s'hi podia llegir: "Gross casino wins as of 4/27/57, $651,284. Casino wins less markers (I.O.U's), $434,695. Slot wins, $62,844. Markers, $153,745." El 7 de maig de 1957, cinc dies després de l'intent d'assassinat, Costello és interrogat i es nega a declarar. Tot i que les xifres coincidien amb els ingressos de l'hotel i casino Tropicana de Las Vegas, el tribunal només el pot condemnar per menyspreu al negar-se a declarar i el condemna a 30 dies de presó al centre penitenciari de Riker's Island, on n'acaba complint quinze per bon comportament.

## Jubilació
A principis de 1957 i degut a la pressió policial i judicial a la que estava sotmès, Frank Costello va demanar poder-se retirar de la Cosa Nostra i viure en la jubilació, un fet inaudit en el món de la mafia itaolamericana. De fet, el mateix Luciano va afirmar que el terme jubilació no existeix un cop s'és dins la Cosa Nostra; "quan s'és dins, s'és dins, i l'única manera de sortir-ne és dins un taüt." Tot i això, Luciano i molts dels altres caps van considerar que Costello s'havia guanyat el dret a poder jubilar-se i, per tant, de fer una excepció a la norma. Segons Luciano, la Comissió va votar per unanimitat que Costello podia retirar-se de la Cosa Nostra. Al moment de retirar-se de la delinqüència organitzada, Costello seguiria mantenint relacions empresarials amb alguns dels seus socis com Meyer i Jake Lansky o Phil Kastel, qui administraven algunes de les seves propietats com el Beverly Hills Club i diversos hotels de Las Vegas. Les uniques activitats que controlava personalment tenien a veure amb el sector immobiliari, on tenia inversions i propietats a Wall Street i Park Avenue.

## Vida Personal
El 23 de setembre de 1914 Frank Costello va casar-se amb Loretta Geigerman, una noia de família jueva aficada a Seventh Avenue de West Harlem i ambdós es traslladen a un apartament de West Harlem. És en la seva petició per casar-se amb Loretta, on per primera vegada fa constar el seu cognom com a Costello en ves de Castiglia.
El 5 de juny de 1917 Costello fou cridat a files de l'exèrcit dels Estats Units a causa de la Primera Guerra Mundial però mai va arribar a allistar-se. El motiu pel qual va poder evitar-ho segueix sent una incognita. Segons documents del Servei d'Immigració i Naturalització nord-americà, Costello va alegar que no podia allistar-se perquè en aquell moment encara no era ciutadà dels Estats Units però se sap que aquest argument li fou rebutjat. Una versió la va donar Charles Luciano a les seves memòries, on afirmava que Costello va poder esquivar la Primera Guerra Mundial perquè l'exèrcit el va declarar no apte pels seus problemes a la gola.
El 10 de setembre de 1925 Frank Costello aconsegueix la nacionalitat dels Estats Units i el matrimoni es trasllada de Harlem a una casa del barri de Bayside, Queens.
El 1933 i a causa de la gran quantitat de cigarretes que fumava (dos o tres paquets al dia), va començar a patir dolors crònics al coll. Després d'ignorar-ho durant un temps, un especialista li va aplicar un tractament de radioteràpia. Una de les causes del consum de tabac i del tractament fou la paràlisi d'una corda vocal que li canvià la veu de forma permanent.

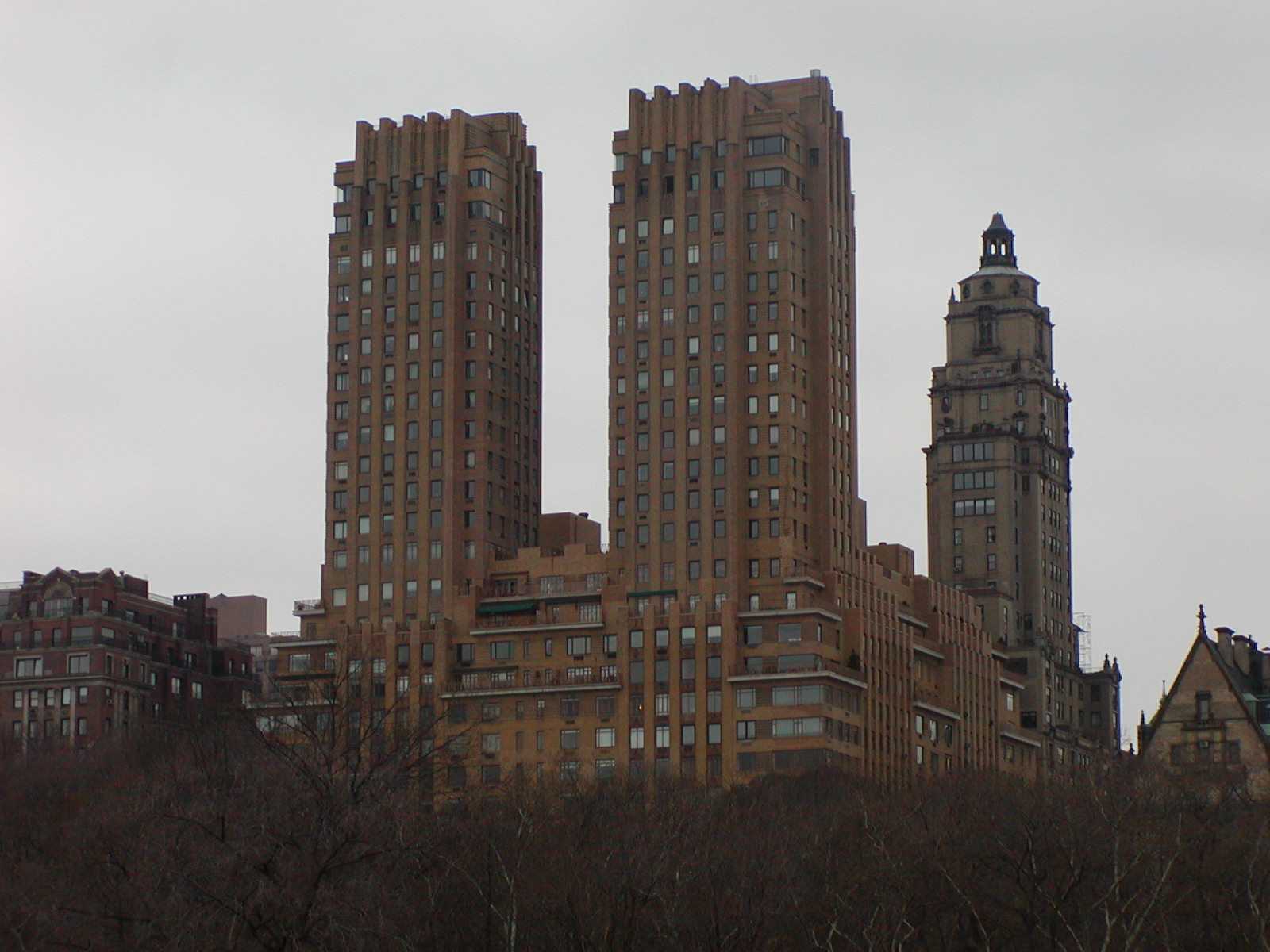
Edifici Majestic, ubicat al 115 de Central Park West i on el matrimoni Costello va viure durant gran part de la seva vida.

A mitjans dels anys trenta, Costello era soci de diversos clubs com el Lakeville County Club de Great Neck, Long Island, on compartia partides de golf amb importants polítics com Frank Kelly, líder del partit demòcrata a Brooklyn o Edward Reigelman, jutge del Tribunal Suprem de l'estat de Nova York. És en aquest període quan Costello adopta una rutina que l'acompanyaria fins als seus últims dies; es llevava a les cinc del matí per esmorzar una torrada amb margarina i un cafè sense sucre mentre fullejava el The New York Times. Cap a les vuit sortia de casa per passejar els gossos a Central Park i després rebre alguna visita o reunió de negocis al seu apartament, sempre amb cita prèvia. Seguidament, es desplaçava a peu des de casa fins a la barberia del Waldorf Astoria, on cada dia li repassaven el pentinat i li feien la manicura de mans. Era a l'edifici del Waldorf Astoria on rebia la majoria de visites i reunions amb individus de la delinqüència organitzada, polítics, empresaris o directius de les seves empreses. Alguna vegada, les reunions s'allargaven prou com per fer-les mentre dinava al Waldorf's Norse Grilll, un dels diversos restaurants de l'edifici. Se sap que tres cops per setmana després de dinar, es dirigia a l'hotel Baltimore, ubicat a Madison Avenue, i on rebia un tractament de bany turc. Per a Costello, el dia acabava sopant amb la seva dona a algún restaurant i sovint passant pel Copacabana fins a les deu de la nit.
El 1936, Costello compra un apartament al 115 de Central Park West, a la coneguda com a torre Majestic i que serà la seva residència fins al dia de la seva mort. El 18 de maig de 1944, el matrimoni Costello compra una casa situada al número 5 de Barkers Point Road, a l'exclusiu barri de Sands Point, per utilitzar-la com a segona residència durant els caps de setmana.
Es coneix que des de mitjans dels anys quaranta, Costello patia episodis de depressió i insomni fins al punt de començar a visitar un psiquiatra anomenat Richard H. Hoffman, el 1947. El Dr. Hoffman va revelar que havia estat tractant a Costello durant poc més de dos anys i que li havia aconsellat que canviés la classe de gent amb la que es relacionava. Tot i que Costello sempre va negar que hagués estat pacient del Dr. Hoffman, aquest darrer va manifestar que Costello sentia un odi profund cap al seu pare ja que aquest, fes el que fes, sempre l'havia fet sentir inferior. A més, manifestà el gran rebuig i preocupació que sentia cap a moltes de les notícies de la prema sensacionalista que l'acusaven de ser un gàngster i d'involucrar-se en activitats mal vistes i en els que mai va participar, tals com assassinats o tràfic de drogues.

## Mort
Finalment, Costello mor a les 7:30 del 18 de febrer de 1973 a causa dels seus problemes cardíacs. La vetlla tingué lloc el 21 de febrer al tanatori Frank E. Campbell a Madison Avenue, Manhattan, i va estar reservada a uns pocs amics i familiars. El desig d'una vetlla senzilla i sense la presència de personalitats de la delinqüència organitzada fou una petició de Costello. Algunes de les seves amistats més properes van afirmar que aquesta petició fou l'últim intent de Costello de no ser recordat com un membre de la delinqüència organitzada. El mateix 18 de febrer el fèretre de Frank Costello és conduit fins al mausoleu de la família al cementiri de St. Michael's, Queens, al costat dels seus pares, la seva germana Sadie i els seus sogres Cecilia i Jacob Geigerman.

### Atemptat contra el mausoleu
Durant gran part de la seva vida criminal, Costello va mostrar un fort rebuig a que individus com Carmine Galante s'introduïssin en el negoci de les substàncies estupafaents. La seva enemistat va arribar fins a tal punt que, un cop Galante va sortir de la presó i es va convertir en el cap de la família criminal Bonanno, va encarregar que s'atemptés contra el mausoleu de Costello. Fou llavors quan el 26 de gener de 1974, dia en què Costello hauria fet 83 anys, algú va detonar un artefacte explosiu que va destrossar la porta de bronze i part de la façana del mausoleu.

## Llibres
- Anthony M. DeStefano: Top Hoodlum: Frank Costello, Prime Minister of the Mafia. Citadel Press, 2018, ISBN 978-0806538693
- Leonard Katz: Uncle Frank: The biography of Frank Costello. Drake Publishers, 1973, ISBN 978-0877495499
- George Wolf i Joseph DiMona: Frank Costello: Prime Minister of the Underworld. William Morrow & Company, 1974, ISBN 978-0688002565